# John Tyrell
Pour les articles homonymes, voir Tyrrell.
Sir John Tyrell, né vers 1382 et mort le 2 avril 1437, est un homme politique anglais.

## Biographie
Issu d'une « famille bien établie de l'Essex », il est notamment le neveu de Sir Thomas Tyrell, intendant des terres de la princess Isabelle, fille du roi Édouard III. John Tyrell héritera de cet oncle de nombreuses propriétés dans l'Essex et sera, au moment de sa mort en 1437, le roturier le plus riche du comté. Formé en droit des propriétés, il travaille comme intendant pour divers magnats locaux avant d'entrer en politique. Élu député de l'Essex à la Chambre des communes du Parlement d'Angleterre pour le parlement de 1411, il siège ensuite à douze autres parlements jusqu'à sa mort. Lors de son neuvième parlement, en 1427, il est élu président de la Chambre. 
Il occupe une seconde fois cette fonction lors du parlement de 1431. Puis, le 20 mars, il devient membre du conseil de régence du jeune roi Henri VI, fonction qu'il occupe jusqu'en septembre. Le 24 mai, il est nommé Trésorier de la Cour (en), poste qu'il conserve jusqu'à sa mort. Il est fait chevalier en juillet 1431. Il est élu une troisième et dernière fois président de la Chambre des communes en 1437, mais démissionne le 19 mars pour raisons de santé, et meurt le 2 avril.